# 俏妞報到 (第五季)
《俏妞報到》第五季（英語：New Girl Season 5）由伊莉莎白·梅莉薇瑟開創，在2016年1月3日至5月10日間於FOX首播，全季共22集。故事著眼於年輕人的兩性議題，講述古靈精怪的潔絲，在和尼克、施密特與溫斯頓成為室友後，與閨蜜西西等五人展開探索群集單身生活之戀愛與職涯成長的生活趣事。
本季於2015年3月31日獲得續訂，並在2016年4月12日續訂第6季。由於女主角柔伊·黛絲香奈懷孕的緣故，第5季的製作及拍攝提前在宣布續訂前展開。

## 演員陣容

### 主要演員
- 柔伊·黛絲香奈 飾演 “潔絲”卡·克里斯多佛·戴伊
- 傑克·約翰森 飾演 “尼克”拉斯·米勒
- 麥斯·格林菲爾德 飾演 施密特
- 雷默恩·莫里斯（英语：Lamorne Morris） 飾演 溫斯頓·畢夏普
- 漢娜·席夢 飾演 “西西”莉雅·帕雷克

### 特別客串
- 小戴蒙·韋恩斯 飾演 教練
- 梅根·福克斯 飾演 蕾根·盧卡斯

### 常設演員
- 彼得·葛蘭傑 飾演 蓋文
- 大衛·瓦爾頓 飾演 山姆·史威尼
- 羅伯·里戈爾 飾演 大施密特
- 納西姆·帕杜雷德 飾演 艾莉·尼爾森
- 諾拉·鄧恩（英语：Nora Dunn） 飾演 露易絲
- 安娜·喬治（英语：Anna George） 飾演 普莉蘭卡·帕雷克
- 尼爾森·富蘭克林（英语：Nelson Franklin） 飾演 羅比·麥克費林
- 卡爾·佩恩 飾演 崔普
- 柯蒂斯·阿姆斯壯（英语：Curtis Armstrong） 飾演 艾倫·福斯特
- 吉蓮·薇格曼（英语：Gillian Vigman） 飾演 金姆
- 蕾貝卡·里德 飾演 娜蒂雅
- 史提夫·阿吉（英语：Steve Agee） 飾演 戴夫
- 湯姆·里維拉 飾演 哈維爾

## 集數
| 總集數 | 集數 （季） | 標題                           | 導演              | 編劇                              | 首播日期      | 製作 代碼 | 美國收視人數 （百萬） |
| --- | ----------- | ------------------------------ | ----------------- | --------------------------------- | ------------- | --------- | --------------------- |
| 95 | 1           | 嬤嬤P Big Mama P               | 艾琳·歐梅莉       | 柏克里·強森                       | 2016年1月5日  | 5ATM03    | 3.33                  |
| 西西和施密特邀請潔絲和尼克擔任他們的伴娘與伴郎後，他們的第一項任務就是安排訂婚派對。潔絲暗中邀請西西的母親普莉蘭卡和他們一同慶祝，欲給予西西驚喜，然而這時西西坦白自己並未向母親透露有關與施密特的婚事。尼克誤將一名印度女子當成西西的母親，而施密特未等到西西開口，便從普莉蘭卡那得知自己與西西的婚事並未獲普莉蘭卡的同意。潔絲得知訂婚派對進行不順利後，拖著受傷的身體來到會場，鼓勵施密特，並試圖讓施密特受普莉蘭卡的喜愛，但普莉蘭卡最終仍未給予施密特與西西祝福，不過潔絲等好友們依舊在背後支持著並祝福兩人。 客串：安娜·喬治 飾演 普莉蘭卡、羅伯·里戈爾 飾演 大施密特、尼爾森·富蘭克林 飾演 羅比、弗雷德·梅拉梅德 飾演 J·克朗凱特·維利-佛吉、莫娜·西秀迪亞 飾演 印度女子 |             |                                |                   |                                   |               |           |                       |
| 96 | 2           | 佛列德怎麼辦？ What About Fred | 艾瑞克·艾普爾     | 麥特·法斯費爾德 艾力克斯·卡思博森 | 2016年1月12日 | 5ATM01    | 3.25                  |
| 潔絲再次開始約會，但她卻對約會對象佛列德毫無感覺，反倒是愛上了佛列德完美的雙親福利普與南西，也因此讓情況變得更加複雜。尼克和施密特正式成為酒吧的共同所有人，然而兩人對於經營酒吧的理念截然不同，在施密特的建議下，尼克開始扮起黑臉，甚至還開除了好友哈維爾，這讓西西忍無可忍而帶領同事罷工。溫斯頓不認同潔絲冷落佛列德的行為，因此要潔絲與佛列德單獨相處，然而潔絲發現平常安靜害羞的佛列德，在開啟說話開關後，便會開始喋喋不休地沉浸在自己的世界中。福利普與南西看穿溫斯頓的心思，並替溫斯頓解決戀愛上的難題，這也讓溫斯頓愛上了福利普夫妻而和潔絲合作。潔絲在說出自己喜歡福利普夫婦更勝佛列德後，福利普夫婦試圖以友情來換取將佛列德銷出去的機會，但潔絲最終還是無法接受佛列德。尼克最終選擇以自己的經營理念管理酒吧，並期許有天能夠有足夠的金錢可以買下施密特的股份。 客串：納西姆·帕杜雷德 飾演 艾莉·尼爾森、泰倫·基勒 飾演 佛列德、湯姆·里維拉 飾演 哈維爾、茱莉·哈格提 飾演 南西、亨利·溫克勒 飾演 福利普 |             |                                |                   |                                   |               |           |                       |
| 97 | 3           | 陪審員 Jury Duty               | 川特·歐當諾       | 賈許·梅爾穆 妮娜·普卓德           | 2016年1月19日 | 5ATM02    | 2.95                  |
| 潔絲相信擔任陪審員是一項殊榮，也很期待向法庭報到，但就在最後一刻，她接到電話通知，要她在福斯特校長因摔倒而養傷期間擔任代理校長，這讓她改變了想法，並試圖逃脫陪審員責任。西西把公寓弄得一團亂，讓尼克忍到了極限，兩人的戰爭一觸及發。潔絲刻意表現不佳，好讓自己從陪審團中抽身，但丹尼爾的話，說服了潔絲坦承自己對國家司法的熱忱，殊不知，這次他們審議的案子將是件謀殺案，因此陪審員們必須與外界隔離一個月。尼克坦承自己確實因西西瓜分他與施密特相處的時間而有些嫉妒，而西西則是對尼克比自己更了解施密特一事感到吃醋，但為了施密特，兩人都決定退讓一步，這使看見自己最愛的兩人爭吵而深感傷心的施密特感到高興。 客串：約翰·趙 飾演 丹尼爾·格蘭特、柯蒂斯·阿姆斯壯 飾演 福斯特校長、托尼·阿門多拉 飾演 帕斯瓜法官 |             |                                |                   |                                   |               |           |                       |
| 98 | 4           | 女孩不在家 No Girl             | 伊莉莎白·梅莉薇瑟 | 勞勃·羅索爾                       | 2016年1月26日 | 5ATM04    | 2.84                  |
| 身為伴郎的尼克提議遠赴日本東京舉辦施密特的單身派對，但他們需要經費，同時又不想邀厭惡的有錢老友塔德出資。由於潔絲離家擔任陪審員，尼克便將公寓房間出租當民宿，以分攤施密特即將到來的單身派對花費。溫斯頓懷疑凱西背著他偷吃，因此急需潔絲的意見，而答應替潔絲照顧室友們的西西決定幫助溫斯頓，結果卻意外導致溫斯頓與凱西分手。施密特受不了房客們的行為，而打電話給塔德求金援，而無法籌到錢的尼克最終也妥協，但面對塔德對尼克無理的要求，施密特寧可保護尼克也不要塔德的錢。溫斯頓要西西欺騙凱西自己車禍身亡，這使西西相當猶豫，但當西西發現凱西真的背叛溫斯頓後，兩人狠狠整了凱西一頓。 未登場：柔伊·黛絲香奈 飾演 潔絲·戴伊 客串：史蒂芬·蘭納茲西 飾演 塔德·普倫斯、弗雷德·阿米森 飾演 布蘭登、apl.de.ap 飾演 自己、科蕾西·克萊門斯 飾演 凱西、松村艾麗 飾演 久美子、史帝夫·孟羅 飾演 湯姆·麥奎德、克蘿伊·諾埃爾 飾演 克莉絲多·麥奎德 |             |                                |                   |                                   |               |           |                       |
| 99 | 5           | Bob & Carol & Nick & Schmidt   | 傑克·約翰森       | 勞勃·羅索爾                       | 2016年2月2日  | 5ATM05    | 2.94                  |
| 尼克的表哥夫妻檔鮑伯與卡蘿來到洛杉磯，而尼克懷疑兩人是來向自己要錢，實際上則是需要尼克提供精子，這讓施密特相當期待看見尼克的孩子。溫斯頓陪伴西西前去挑選婚紗，結果兩人因酒精的作祟而選了件極醜的婚紗禮服。鮑伯夫妻因付不起醫療費而放棄人工受孕，於是鮑伯提議尼克與卡蘿發生關係，好做人成功，但尼克最終放棄了此怪異的選擇，這讓施密特相當失望，但尼克相信總有一天能夠擁有自己的孩子。經歷一番努力，婚紗仍然無法退貨，但在經歷此事後，西西了解到溫斯頓非常重視她這個朋友，因此邀請溫斯頓身兼她的伴娘。 未登場：柔伊·黛絲香奈 飾演 潔絲·戴伊 客串：比爾·博爾 飾演 鮑伯、蕾寧·巴罕 飾演 卡蘿、貝絲·多佛 飾演 辛西亞 |             |                                |                   |                                   |               |           |                       |
| 100 | 6           | 新成員蕾根 Reagan              | 川特·歐當諾       | 金·羅森史塔克                     | 2016年2月9日  | 5ATM06    | 3.10                  |
| 施密特醋意大發，時時對接近西西的客人感到威脅，而艾莉認為以尼克與溫斯頓的年紀來說，不該再幻想能遇上產生怦然心動感覺的女性。尼克在醫院遇上美艷的藥物銷售員蕾根，並對其一見鍾情，因此向不滿現居的蕾根提供住宿房間。蕾根來到公寓參觀時，和西西相認，而得知兩人曾有過一段情的施密特一時無法接受。施密特嚴重的醋意讓西西無法承受，而在蕾根的提點下，施密特意識到是內心覺得自己配不上西西的想法在作祟，於是他決定不再害怕，並信任西西。尼克發現蕾根就是能夠讓自己怦然心動的那個她，因此和室友們說服蕾根搬進公寓，讓她融入這班朋友們。 未登場：柔伊·黛絲香奈 飾演 潔絲·戴伊 特別客串：梅根·福克斯 飾演 蕾根 客串：納西姆·帕杜雷德 飾演 艾莉·尼爾森 |             |                                |                   |                                   |               |           |                       |
| 101 | 7           | 假髮 Wig                       | 克莉絲汀·歌寧     | 大衛·菲尼                         | 2016年2月16日 | 5ATM07    | 2.80                  |
| 尼克視蕾根如女神般，而不敢與蕾根處在同一個空間，因此總是跑進施密特的房間，這讓施密特與西西不堪其擾。蕾根總是婉拒大夥們的邀請，這使溫斯頓非常介意而試圖接近蕾根。施密特與西西向尼克謊稱蕾根戴假髮，這讓尼克對蕾根的幻想破滅，但此舉卻未阻止尼克進入施密特的房間。溫斯頓發現蕾根有個想分手的女友卡蜜拉，但蕾根卻不知該如何提分手，同時，蕾根亦因為總是四處奔走而不願與人深交。尼克闖入蕾根的房間東翻西找，試圖翻出蕾根的秘密，而西西發現了蕾根居然有利用假身分的嫌疑，但隨後便由蕾根澄清此為工作需求。蕾根拜託溫斯頓替她與卡蜜拉分手，以換取與大夥們吃飯，然而卡蜜拉卻來到公寓，與蕾根正面相視，在不得已的情況下，蕾根決定接受溫斯頓的意見，將自己真實的感覺道出。 未登場：柔伊·黛絲香奈 飾演 潔絲·戴伊 特別客串：梅根·福克斯 飾演 蕾根 客串：可莉雅·杜瓦 飾演 卡蜜拉 |             |                                |                   |                                   |               |           |                       |
| 102 | 8           | 決定 The Decision              | 川特·歐當諾       | 拉夫·羅克                         | 2016年2月23日 | 5ATM08    | 2.68                  |
| 尼克與溫斯頓對任何事總是猶豫不決，這讓蕾根相當受不了，因此向兩人提供一夜情的機會，試圖讓兩人從中學習如何做出決定。施密特與西西展開找尋結婚會場的行動，然而卻處處碰壁，甚至還必須與敵友班傑明展開爭奪飯店結婚會場的戰爭。尼克與溫斯頓爭奪著與蕾根纏綿的機會，然而在蕾根與尼克的提點下，溫斯頓發現自己愛上了艾莉，但艾莉卻已有了男友，而尼克亦發覺自己並不想要和蕾根只是一夜情關係。 未登場：柔伊·黛絲香奈 飾演 潔絲·戴伊 特別客串：梅根·福克斯 飾演 蕾根 客串：納西姆·帕杜雷德 飾演 艾莉·尼爾森、大衛·內赫 飾演 班傑明、安潔拉·川博 飾演 咪咪、托尼·卡佛列羅 飾演 飛利浦 |             |                                |                   |                                   |               |           |                       |
| 103 | 9           | 熱浪 Heat Wave                 | 艾琳·歐梅莉       | 麥特·法斯費爾德 艾力克斯·卡思博森 | 2016年3月1日  | 5ATM09    | 2.62                  |
| 洛杉磯受到熱浪侵襲，而蕾根買了一台空氣調節機置於房間，並邀請大夥們一同享受，但固執的尼克卻堅持待在客廳使用他自製的電風扇群。西西因害怕自己毀了擔任播報員的夢想職，因此不打算參加試鏡，而施密特亦不想給予西西壓力，但溫斯頓卻認為施密特應該鼓勵並推動西西勇敢追夢。尼克的固執與口是心非讓蕾根無法忍受，因此試圖刺激尼克以說出實話，結果兩人的紛爭卻意外導致公寓跳電。在溫斯頓的督促下，施密特決定逼迫西西前去參加試鏡，而西西亦從中了解到自己必須要更加有自信。蕾根與尼克終於修好了4D的跳電問題，結果卻因遇上老鼠而不小心切斷整棟公寓的電力，在驚嚇的尼克甦醒後，蕾根逼迫他面對內心的感受，並承認他對自己的迷戀。 未登場：柔伊·黛絲香奈 飾演 潔絲·戴伊 特別客串：梅根·福克斯 飾演 蕾根 客串：史提夫·阿吉 飾演 流浪戴夫 |             |                                |                   |                                   |               |           |                       |
| 104 | 10          | 雞皮疙瘩 Goosebumps Walkaway   | 川特·歐當諾       | 柏克里·強森                       | 2016年3月8日  | 5ATM10    | 2.65                  |
| 潔絲終於回來了，而尼克與蕾根發展出情愫，但蕾根卻告別在即。施密特與西西決定參加溫斯頓加入的跳舞聚會，然而事事要求完美的施密特，卻希望有一名專業的跳舞老師可以教導他“真正”的舞步。尼克打算對蕾根說出一句足以讓她“雞皮疙瘩”的告別台詞，試圖讓蕾根回味無窮。潔絲對陪審團中的一名陪審員一見鍾情，並試著找出他的真實身分。蕾根表面對結束與尼克的感情感到絲毫不在意，但實際上卻真心愛上了尼克，而潔絲建議蕾根對尼克說出心底話。施密特因幼時被嘲笑的記憶而堅持做好做滿，但溫斯頓要施密特學會不再受他人的眼光影響，並給予自我肯定。潔絲受邀上節目訪談，而她終於和暗戀的陪審員搭上線，看見潔絲勇敢與真誠的舉動，蕾根與尼克決定對彼此坦承內心的感覺。 特別客串：梅根·福克斯 飾演 蕾根 客串：狄米崔·馬丁 飾演 陪審員237B／蓋瑞、丹尼爾·瑞爾登 飾演 艾倫·塔德 |             |                                |                   |                                   |               |           |                       |
| 105 | 11          | 公寓 The Apartment             | 克莉絲汀·歌寧     | 妮娜·普卓德                       | 2016年3月15日 | 5ATM11    | 2.30                  |
| 西西將正式從原本的公寓搬出，這讓她開始恐慌，亦對即將走到結婚這一步感到害怕。溫斯頓無法忍受艾莉總是提起自己的男友，這讓他決定更換夥伴，使得艾莉既不解又生氣。酒吧常有一名暴露狂現身，尼克對此感到習以為常，但施密特卻不這麼認為，並決定報警處理。代理校長貝琪總是將工作丟給潔絲，使得潔絲難以負荷，同時，潔絲亦需協助西西整理家當。雖然溫斯頓的新夥伴鄧斯頓是個好人，但並未互相互補的兩人，使得辦案變得蹩腳，而在尼克與施密特的建議下，溫斯頓決定重新與艾莉搭檔，但他仍未能說出自己對艾莉的情感。面對西西的恐慌，潔絲說服西西和施密特深談，而施密特表明自己也對此感到害怕，但他會牽著西西的手，陪伴在西西身旁。最後，潔絲決定不再替貝琪做事而辭職，並與西西一同緬懷兩人初到洛杉磯時的回憶，亦告別西西的公寓。 客串：伊莉莎白·柏克莉 飾演 貝琪·卡維塔皮、蕾貝卡·里德 飾演 娜蒂雅、山姆·理查德森 飾演 鄧斯頓、納西姆·帕杜雷德 飾演 艾莉·尼爾森 |             |                                |                   |                                   |               |           |                       |
| 106 | 12          | D-Day                          | 麥可·舒茲         | 賈許·梅爾穆                       | 2016年3月22日 | 5ATM12    | 2.25                  |
| 來到婚禮的「決定日」，施密特必須處理好結婚事宜，而因為西西成為加油站電視播報員，於是由潔絲代替西西協助施密特。尼克與溫斯頓對對方工作的重要度起了爭議，於是他們決定參與對方的工作，好定奪誰的工作較為重要。潔絲受不了要求極高的施密特，因此哄一夜未眠的施密特入睡後，開始完成施密特與西西的結婚事宜，而潔絲亦與酒莊老闆蓋文產生情愫。溫斯頓雖然無法搞定酒吧的工作，但警察一職卻極具危險性，這不得不讓尼克認輸，但在艾莉的提點下，溫斯頓意識到即便警察工作的重要度勝過酒吧老闆，但身為尼克朋友的他，亦得肯定尼克的成長。施密特得知潔絲與蓋文看對眼後發狂，並道出蓋文即為自己不稱職的父親，而蓋文發現施密特為潔絲的室友後，他終於鼓起勇氣向施密特為自己過往的行為道歉，並相信施密特可以成為比自己更好的人，而施密特也邀請蓋文出席婚禮，欲給予蓋文改過自新的機會。 客串：納西姆·帕杜雷德 飾演 艾莉·尼爾森、史提夫·伯格 飾演 起司、湯姆·里維拉 飾演 哈維爾、彼得·葛蘭傑 飾演 蓋文 |             |                                |                   |                                   |               |           |                       |
| 107 | 13          | 又見山姆 Sam, Again            | 史提夫·威爾區     | 伊森·山德勒 阿德利安·溫納         | 2016年3月29日 | 5ATM13    | 2.21                  |
| 潔絲非常想進入榕樹谷學院教學，然而她卻發現帶領她實習的珍娜薇芙的男友竟是山姆。施密特將有一個重要的簡報，因此他將生病的尼克隔離，結果卻發現西西亦遭到尼克傳染。潔絲決定修補和山姆與珍娜薇芙之間尷尬的三人關係，以獲得夢寐以求的工作，而在了解過往事件後，珍娜薇芙認為山姆與尼克必須為彼此的過錯作個了結。溫斯頓因尚未放下艾莉而假裝生病，企圖被隔離以逃避新約會，但在西西的提點下，溫斯頓了解到世上不會再有第二個艾莉，因此他必須向前看。尼克隨便的道歉方式讓山姆再次忍不住又搥了尼克的喉嚨，使得情況越變越糟，而潔絲決定以教學生的方式讓尼克與山姆正視自己內心的感受，雖然山姆與珍娜薇芙最終以分手收場，但珍娜薇芙對潔絲處理的方式相當滿意，亦同意讓潔絲成為榕樹谷學院教師。最後，施密特還是被傳染感冒而毀了表現的機會，至於潔絲則再次向山姆道歉，但卻被山姆狠狠的拒絕。 客串：露茜·彭奇 飾演 珍娜薇芙、柯蒂斯·阿姆斯壯 飾演 福斯特校長、吉蓮·薇格曼 飾演 金姆、大衛·瓦爾頓 飾演 山姆 |             |                                |                   |                                   |               |           |                       |
| 108 | 14          | 300英尺 300 Feet               | 川特·歐當諾       | 蘇菲亞·里爾                       | 2016年4月12日 | 5ATM14    | 2.65                  |
| 潔絲仍想修補自己與山姆的關係，試圖讓山姆放下對自己的恨，然而此時她卻收到山姆對她下的限制令。一間由康妮所有的新酒吧開幕，此危及了尼克的生計，而他誤會康妮在他們的店裡搞破壞，因此和施密特惡整了康妮的酒吧。潔絲試圖證明自己並非危險人物，卻陰錯陽差搭上了山姆的車，並引來混亂。康妮發現尼克與施密特的惡作劇後，決定反整他們的酒吧，這讓尼克與施密特開始緊張，同時，尼克發現施密特似乎沒有那麼愛他們所擁有的酒吧。尼克決定向康妮示好，而施密特表明自己對酒吧的投資也等同於是對尼克的投資，表示自己相信尼克。山姆坦承自己對潔絲又愛又恨，而潔絲亦忘不了山姆，而在溫斯頓的提醒下，山姆意識到或許兩人別再相見是最明智的決定，但潔絲不想就此放棄這段感情，而山姆也決定再陪潔絲瘋狂一次。 客串：碧西·飛利浦 飾演 康妮、大衛·瓦爾頓 飾演 山姆 |             |                                |                   |                                   |               |           |                       |
| 109 | 15          | 傑夫·戴伊 Jeff Day             | 傑伊·錢德拉薩卡   | 喬·溫格特                         | 2016年4月19日 | 5ATM15    | 2.09                  |
| 潔絲打算買輛新車，但銷售員比利卻以性別嘲弄潔絲，這讓潔絲相當生氣而決定創造一名男性－傑夫·戴伊好獲得更好的待遇，同時，尼克與山姆依舊看對方不順眼，這讓潔絲相當煩躁。溫斯頓的軍人女友朗達經常惡作劇，深怕婚禮也將遭到破壞的施密特與西西，試圖深入了解朗達，但溫斯頓與朗達持續的惡作劇讓兩人不得不決定收回溫斯頓攜伴參加婚禮的資格。由於山姆正在開刀，於是潔絲拜託尼克假扮成傑夫·戴伊，好完成汽車交易，然而自認可以搞定比利的尼克卻被比利的話術迷惑，得知此事的山姆立即趕到，並和尼克互爭功勞與能力，這讓潔絲相當受不了而決定給予尼克、山姆與比利等男士見識女權的威力。溫斯頓和朗達決定以登記結婚作為惡作劇，這讓大夥們滿是疑惑，而朗達因緊急任務而未能如期與溫斯頓離婚。 客串：索妮瓜·馬丁-葛林 飾演 朗達、伊恩·羅伯茲 飾演 比利、大衛·瓦爾頓 飾演 山姆 |             |                                |                   |                                   |               |           |                       |
| 110 | 16          | 頭盔 Helmet                    | 喬許·格林鮑姆     | 莎拉·妮娃妲·史密斯                | 2016年4月19日 | 5ATM18    | 1.75                  |
| 在山姆漸漸接受尼克存在的這時，潔絲做了一個關於尼克的春夢，這擾亂了她的思緒。溫斯頓和施密特一同與艾莉及其男友崔普共餐，而得知崔普是動物演員經紀人的溫斯頓，決定將愛貓佛格森推薦給崔普。潔絲決定丟棄尼克給予自己的東西，好整理混亂的思緒，而發現潔絲扔棄他贈送的頭盔的尼克，得知潔絲做了一個有關自己的春夢。佛格森不受崔普的賞識，而施密特說服溫斯頓帶著格佛森直接去參加試鏡。潔絲在與尼克爭論時，帶上了頭盔卻拔不下來，這讓準備前去見山姆家長的潔絲相當緊張，同時亦發現原來此頭盔是尼克父親華特贈送給尼克的，因此放棄了破壞它的想法。佛格森深受選角導演的賞識，這讓懊惱的崔普道出自己早就對溫斯頓的存在感到威脅，使得溫斯頓意識到自己對艾莉來說，亦是個重要的人物，同時他也決定支持艾莉愛著崔普的心。尼克不想再阻礙潔絲與山姆的戀情，因此決定破壞頭盔，好讓潔絲赴約，而見到潔絲現身的山姆感到開心，潔絲亦將頭盔殘塊表框起來讓尼克緬懷。 客串：納西姆·帕杜雷德 飾演 艾莉·尼爾森、史提夫·阿吉 飾演 流浪戴夫、雷甘·伯恩斯 飾演 選角導演、卡爾·佩恩 飾演 崔普、大衛·瓦爾頓 飾演 山姆 |             |                                |                   |                                   |               |           |                       |
| 111 | 17          | 公路之旅 Road Trip             | 川特·歐當諾       | 諾亞·加芬柯                       | 2016年4月26日 | 5ATM17    | 2.42                  |
| 一名闖紅燈的男子托比對向他按喇叭的施密特大吼，這讓施密特決定硬起來，並決定放棄日本東京選擇前往拉斯維加斯作為單身派對地點。展開公路之旅的男士們，來到了一間位在荒漠的酒吧，然而施密特卻挑起了紛爭，並引起一場打鬥。溫斯頓整趟旅途都掛念著艾莉，並試圖得知艾莉是否已恢復單身，而大夥們要溫斯頓建立對自我的信心，並勇敢向恢復單身的艾莉表白。施密特試著表現出男子氣概的一面，為的是證明自己也能保護西西，但尼克認為施密特從大學便一直待在他身邊，幫助及照料他，這就有足夠的資格證明施密特會是個好丈夫。 客串：羅伯·里戈爾 飾演 大施密特、尼爾森·富蘭克林 飾演 羅比、弗雷德·梅拉梅德 飾演 J·克朗凱特·維利-佛吉、派翠克·布蘭莫 飾演 塵沙、亞倫·貝爾 飾演 托比 |             |                                |                   |                                   |               |           |                       |
| 112 | 18          | 放鬆日 A Chill Day In          | 艾琳·歐梅莉       | 莎拉·泰普史考特                   | 2016年4月26日 | 5ATM18    | 1.87                  |
| 在男士們出發展開公路之旅後，潔絲和西西開始享受他們的「大麻放鬆日」。施密特的母親露易絲寄了一個麵包機至公寓，以作為施密特的結婚禮物，然而露易絲在卡片上揶揄西西的話語讓西西相當生氣，因此潔絲與西西砸爛了麵包機，隨後施密特便打來表示對收到第一份禮物感到興奮，這使潔絲與西西相當慌張。潔絲與西西來到商店並巧遇了艾莉，而兩人試圖更換或購買新的麵包機，卻因無庫存緣故，而決定偷取展示品。崔普忙於工作而推遲艾莉的警察紀念日晚餐，導致兩人感情觸礁，這讓潔絲誤以為艾莉和崔普分手而告知溫斯頓。店員發現潔絲等人偷取了展示品後，將三人關進賣場監獄，而三人設法逃脫後，潔絲脫口說出溫斯頓喜歡艾莉一事。艾莉向潔絲陳清自己並未分手，此時男士們歸來，而溫斯頓便立刻向艾莉告白，但艾莉拒絕了溫斯頓，不過就在得知溫斯頓記得她當上警察的紀念日後，艾莉吻了溫斯頓。隨後，一群猛男將大夥們綁架至一台貨車上，並揭示原來是娜蒂雅為西西舉辦了一個瘋狂的單身派對。 客串：納西姆·帕杜雷德 飾演 艾莉·尼爾森、尼爾森·富蘭克林 飾演 羅比、弗雷德·梅拉梅德 飾演 J·克朗凱特·維利-佛吉、蕾貝卡·里德 飾演 娜蒂雅、麥可·派翠克·麥吉爾 飾演 賣場警衛、卡爾·佩恩 飾演 崔普                                                                |             |                                |                   |                                   |               |           |                       |
| 113 | 19          | 婚紗 Dress                     | 川特·歐當諾       | 大衛·菲尼 賈許·梅爾穆             | 2016年5月3日  | 5ATM19    | 2.27                  |
| 潔絲仍然未能搞定西西的婚紗，為了獲得創作靈感，施密特向潔絲介紹了他在公司裡的「秘密空間」－男生廁所。溫斯頓與艾莉展開秘密戀情，殊不知，兩人親熱的畫面意外被同事丹尼爾斯給撞見。金姆發現施密特忙於婚事而疏於工作後，向施密特提出警告，於是施密特謊稱出沒於公司的潔絲是臨時員工。溫斯頓與艾莉希望丹尼爾斯能夠替兩人的戀情保守秘密，雖然丹尼爾斯心地善良，但因賭癮關係而向溫斯頓與艾莉索要金錢，不甘被勒索的艾莉決定公開兩人的關係。金姆意外發現施密特的「桃花源」，並開除了施密特，而潔絲以讓金姆的孩子進入榕樹谷學院為條件，換取施密特復職的機會。最後，潔絲意外的獲得重製婚紗的靈感，並獲得大夥們的讚賞。 客串：納西姆·帕杜雷德 飾演 艾莉·尼爾森、格雷格·克羅默 飾演 丹尼爾斯、吉蓮·薇格曼 飾演 金姆、羅伯特·克雷格海德 飾演 警長 |             |                                |                   |                                   |               |           |                       |
| 114 | 20          | 原件退回 Return to Sender      | 羅斯·艾爾索布魯克 | 薇蘿妮卡·麥卡錫                   | 2016年5月3日  | 5ATM20    | 1.88                  |
| 山姆的生日到來，潔絲打算了解山姆的朋友們，然而這時出現了一名與山姆關係相當親密的女子黛安，這使潔絲開始對黛安提高警覺。尼克發現蓋文再次出現在施密特身旁，為防止過往事件重演，尼克對蓋文提高戒心。潔絲在接受西西的建議後，在黛安面前宣誓對山姆的主權，結果潔絲卻不小心被食物噎到，並被黛安救了一命。覺得自己的行為非常幼稚的潔絲私下向黛安道歉，而黛安坦承了自己暗戀山姆許久，並曾寄了一封告白情書給山姆，以為山姆回絕自己而沒回信的黛安，早前才收到「原件退回」的信，這讓相信浪漫愛情故事的潔絲相當感動，但卻又不知如何是好。蓋文約好與施密特晚餐，而尼克私下要求蓋文向他保證不會再像之前那樣給與施密特希望，卻又食言。潔絲原本打算按黛安的請求將情書毀掉，但在西西的提醒下，潔絲知道這並不是她的作風，因此她說服黛安向山姆說出自己的心意。在約定時間過了一小時後，不見蓋文蹤影的尼克現身並安慰了施密特，就在兩人準備離開時，蓋文現身，並表示自己不希望施密特在廢棄屠宰場舉辦婚禮，於是替施密特要回了訂金，並邀請施密特至自己的葡萄莊園舉行婚禮。最後，在潔絲以為山姆選擇了黛安時，山姆只確定了與黛安過往的情愫，並選擇了潔絲。 客串：大衛·瓦爾頓 飾演 山姆、凱特琳·菲茨傑拉德 飾演 黛安、彼得·葛蘭傑 飾演 蓋文 |             |                                |                   |                                   |               |           |                       |
| 115 | 21          | 婚禮前夕 Wedding Eve           | 川特·歐當諾       | 妮娜·普卓德 金·羅森史塔克         | 2016年5月10日 | 5ATM21    | 2.34                  |
| 在婚禮前夕的晚餐時刻結束後，施密特發現裝有自己敬酒誓詞的隨身碟不見了，並在確定隨身碟壞掉後，施密特與尼克等人試著寫出完美的新誓詞。溫斯頓稱讚艾莉美得如新娘一般，卻讓兩人陷入尷尬，隨後艾莉便立即返家，這讓溫斯頓相當慌張。潔絲發現山姆的外套下有個戒指，這讓潔絲誤以為山姆打算向自己求婚，但潔絲似乎有些遲疑並逃避著山姆。教練終於回到洛杉磯並與大夥們狂歡，而教練在知悉溫斯頓的窘境後，即說服溫斯頓向艾莉說明白，而來到艾莉家的溫斯頓才發現原來艾莉是食物中毒，導致不想讓人看見自己脆弱的樣子，同時，兩人也對彼此表白了愛著對方的心意。潔絲道出自己無法接受山姆的求婚，而山姆則告訴潔絲其發現自己無法忘懷黛安，同時，兩人發現戒指原來是露易絲與蘇珊的，而得知此事的施密特，也決定接受自己有個「新媽媽」。西西看著施密特將有兩個媽媽給予他祝福，但她的母親卻到最後一刻都未現身而感到傷心，這讓施密特決定暗中前往波特蘭迎接普莉蘭卡。至於潔絲與山姆在互相告別彼此後，山姆說出潔絲之所以不能接受自己的求婚，是因為尼克的緣故。 特別客串：小戴蒙·韋恩斯 飾演 教練、梅根·福克斯 飾演 蕾根 客串：納西姆·帕杜雷德 飾演 艾莉·尼爾森、諾拉·鄧恩 飾演 露易絲、金·韋恩斯 飾演 蘇珊、大衛·瓦爾頓 飾演 山姆                |             |                                |                   |                                   |               |           |                       |
| 116 | 22          | 遲來的婚禮 Landing Gear        | 艾琳·歐梅莉       | 拉夫·羅克                         | 2016年5月10日 | 5ATM22    | 2.17                  |
| 終於來到施密特與西西的大喜之日，然而施密特正在準備前往波特蘭的飛機上，企圖說服西西的母親普莉蘭卡出席婚禮，結果他卻被困在尚在停機坪的飛機上，注定錯失他的婚禮。普莉蘭卡意外現身婚禮，並被施密特過去固定每周一則的留言給感動，而決定祝福施密特和西西。蕾根來到洛杉磯，並擔任尼克的女伴，然而尼克和蕾根都不敢對對方說出內心的想法，使得兩人的關係既尷尬又裹足不前。在潔絲的幫助下，蕾根決定接受與尼克發展男女朋友關係，而尼克亦決定跟隨蕾根前往紐奧良，潔絲雖然祝福尼克，但內心似乎又因為有些在乎尼克而感到失落。施密特終於在凌晨回到公寓，而大夥們為他在公寓重新舉辦了婚禮，而施密特和西西也在眾人的祝福與歡呼下，喜結連理。 特別客串：小戴蒙·韋恩斯 飾演 教練、梅根·福克斯 飾演 蕾根 客串：梅瑾·拉斯 飾演 小梅、諾拉·鄧恩 飾演 露易絲、金·韋恩斯 飾演 蘇珊、安娜·喬治 飾演 普莉蘭卡、尼爾森·富蘭克林 飾演 羅比、蕾貝卡·里德 飾演 娜蒂雅、索諾·夏 飾演 空服員、瑪莉·凱特·史雀哈德 飾演 貝姿、彼得·葛蘭傑 飾演 蓋文 |             |                                |                   |                                   |               |           |                       |

## 收視率
| 總集數 | 集數 | 標題                         | 播出日期      | 收視／份額 （18–49歲） | 收視 （百萬） | DVR （18–49歲） | DVR收視 （百萬） | 加總 （18–49歲） | 總收視 （百萬） |
| ------ | ---- | ---------------------------- | ------------- | ---------------------- | ------------- | --------------- | ---------------- | ---------------- | --------------- |
| 95     | 1    | 嬤嬤P（Big Mama P）                    | 2016年1月5日  | 1.4/5                  | 3.33          | 0.8             | 1.24             | 2.2              | 4.57            |
| 96     | 2    | 佛列德怎麼辦？（What About Fred）           | 2016年1月12日 | 1.5/5                  | 3.25          | 0.6             | 1.09             | 2.1              | 4.34            |
| 97     | 3    | 陪審員（Jury Duty）                   | 2016年1月19日 | 1.3/4                  | 2.95          | 0.8             | 1.29             | 2.1              | 4.24            |
| 98     | 4    | 女孩不在家（No Girl）               | 2016年1月26日 | 1.2/4                  | 2.84          | 0.8             | 1.29             | 2.0              | 4.13            |
| 99     | 5    | 鮑伯、卡蘿、尼克與施密特（Bob & Carol & Nick & Schmidt） | 2016年2月2日  | 1.4/5                  | 2.94          | 0.7             | 1.14             | 2.1              | 4.08            |
| 100    | 6    | 新成員蕾根（Reagan）               | 2016年2月9日  | 1.4/5                  | 3.10          | TBD             | TBD              | TBD              | TBD             |
| 101    | 7    | 假髮（Wig）                     | 2016年2月16日 | 1.2/4                  | 2.80          | 0.7             | TBD              | 1.9              | TBD             |
| 102    | 8    | 決定（The Decision）                     | 2016年2月23日 | 1.2/4                  | 2.68          | TBD             | TBD              | TBD              | TBD             |
| 103    | 9    | 熱浪（Heat Wave）                     | 2016年3月1日  | 1.2/4                  | 2.62          | 0.8             | TBD              | 1.9              | TBD             |
| 104    | 10   | 雞皮疙瘩（Goosebumps Walkaway）                 | 2016年3月8日  | 1.2/4                  | 2.65          | 0.7             | TBD              | 1.9              | TBD             |
| 105    | 11   | 公寓（The Apartment）                     | 2016年3月15日 | 1.0/4                  | 2.30          | 0.7             | 1.06             | 1.7              | 3.37            |
| 106    | 12   | 決定日（D-Day）                   | 2016年3月22日 | 1.0/4                  | 2.25          | 0.6             | 1.05             | 1.6              | 3.30            |
| 107    | 13   | 又見山姆（Sam, Again）                 | 2016年3月29日 | 0.9/3                  | 2.21          | 0.8             | 1.21             | 1.7              | 3.41            |
| 108    | 14   | 300英尺（300 Feet）                  | 2016年4月12日 | 1.1/4                  | 2.65          | 0.7             | TBD              | 1.8              | TBD             |
| 109    | 15   | 傑夫·戴伊（Jeff Day）                | 2016年4月19日 | 0.9/3                  | 2.09          | 0.7             | 1.07             | 1.6              | 3.16            |
| 110    | 16   | 頭盔（Helmet）                     | 2016年4月19日 | 0.8/3                  | 1.75          | TBD             | TBD              | TBD              | TBD             |
| 111    | 17   | 公路之旅（Road Trip）                 | 2016年4月26日 | 1.0/4                  | 2.42          | TBD             | TBD              | TBD              | TBD             |
| 112    | 18   | 放鬆日（A Chill Day In）                   | 2016年4月26日 | 0.8/3                  | 1.87          | TBD             | TBD              | TBD              | TBD             |
| 113    | 19   | 婚紗（Dress）                     | 2016年5月3日  | 1.0/4                  | 2.27          | TBD             | TBD              | TBD              | TBD             |
| 114    | 20   | 原件退回（Return to Sender）                 | 2016年5月3日  | 0.9/3                  | 1.88          | TBD             | TBD              | TBD              | TBD             |
| 115    | 21   | 婚禮前夕（Wedding Eve）                 | 2016年5月10日 | 1.1/4                  | 2.34          | TBD             | TBD              | TBD              | TBD             |
| 116    | 22   | 遲來的婚禮（Landing Gear）               | 2016年5月10日 | 1.0/4                  | 2.17          | TBD             | TBD              | TBD              | TBD             |
| 平均   | 平均 | 平均                         | 平均          | 1.1                    | 2.64          | 0.7             | 1.11             | 1.9              | 3.75            |

## 評價
本劇獲得電視評論家廣泛的好評。於爛番茄整合的評論中，本季獲得100%新鮮度、7.36/10分（6位評論家）。

## 獎項
| 年度 | 大獎           | 獎項                         | 入圍者                                                            | 結果 |
| ---- | -------------- | ---------------------------- | ----------------------------------------------------------------- | ---- |
| 2016 | 人民選擇獎     | 最喜愛公共電視網喜劇類影集獎 | 最喜愛公共電視網喜劇類影集獎                                      | 提名 |
| 2016 | 人民選擇獎     | 最喜愛喜劇類電視女演員獎     | 柔伊·黛絲香奈                                                     | 提名 |
| 2016 | 女性形象網路獎 | 最佳電視女製作人獎           | 伊莉莎白·梅莉薇瑟、凱瑟琳·波普、艾琳·歐梅莉、丹妮兒·桑切茲·威茲佐 | 提名 |
| 2016 | Poppy Awards   | 喜劇類最佳男配角獎           | 雷默恩·莫里斯                                                     | 獲獎 |

## 外部連結
- 官方网站（英文）
- 《《俏妞報到》》各集列表 来自互联网电影数据库